# Williams FW42
El Williams FW42 fue un monoplaza de Fórmula 1 diseñado por Paddy Lowe para competir en la temporada 2019. La unidad de potencia, el sistema de transmisión de ocho velocidades y el sistema de recuperación de energía fueron los mismos usados por Mercedes en dicha temporada. El monoplaza fue conducido por el debutante George Russell, campeón 2018 de Fórmula 2, y por Robert Kubica (kubitsa), que regresó a la categoría tras competir por última vez en 2010.
Los considerables cambios en la pintura del monoplaza se debieron a que Martini dejó de ser el patrocinador principal del equipo a finales de la temporada 2018 y lo pasó a ser la empresa de telefonía ROKiT.
Este coche es considerado el peor en la historia de Williams. El equipo solo consiguió 1 punto en toda la temporada 2019. Una de las principales deficiencias del modelo corresponndío a la falta de carga aerodinámica en comparación a los vehículos de las otras escuderías.

## Historia
Durante la pretemporada 2019 en el circuito de Barcelona-Cataluña, el FW42 no pudo correr durante los 2 primeros días por falta de partes. Esto finalmente costaría el puesto al ingeniero Paddy Lowe.
La temporada comenzó con el Gran Premio de Australia con partes rediseñadas de la suspensión delantera, «bargeboard» y espejos después de que esos elementos del monoplaza fueran declarados ilegales por la FIA durante las pruebas de pretemporada.
El FW42 demostró ser inferior a los monoplazas de las otras escuderías, terminado en las últimas posiciones tanto en entrenamientos, clasificación y carrera, con Russell generalmente delante de Kubica.
A fines de marzo, el piloto George Russell indicó que los ingenieros de Williams habían descubierto un problema fundamental con el modelo, y que su problema llevaría meses en ser solucionado. Durante el mes de abril, Russell indicó que el problema con el FW42 era «75% aerodinámico y 25% mecánico», mientras que Kubica indicó durante el mes de agosto que "la potencia es lo único bueno de nuestro coche".
Para el Gran Premio de Alemania, el equipo Williams introdujo un nuevo paquete aerodinámico. Obtuvieron el primer punto del campeonato en dicha carrera bajo la lluvia, gracias a Kubica. Posteriormente, en el Gran Premio de Hungría, durante las clasificaciones,  Russell se quedó fuera de la que habría sido su primera Q2 por apenas 53 milésimas respecto al Haas de Romain Grosjean.
Al terminar la temporada, el monoplaza logró rescatar 1 solo punto en todo el campeonato.

## Resultados
(Clave) (negrita indica pole position) (cursiva indica vuelta rápida)

| Año     | Motor                                  | Neu. | N.º | Pilotos        | 1   | 2   | 3   | 4   | 5   | 6   | 7   | 8   | 9   | 10  | 11  | 12  | 13  | 14  | 15  | 16  | 17  | 18  | 19  | 20  | 21  | Puntos | Pos. |
| ------- | -------------------------------------- | ---- | --- | -------------- | --- | --- | --- | --- | --- | --- | --- | --- | --- | --- | --- | --- | --- | --- | --- | --- | --- | --- | --- | --- | --- | ------ | ---- |
| 2019    | Mercedes-AMG F1 M10 EQ Power+ V6 Turbo | P    |     |                | AUS | BHR | CHN | AZE | ESP | MON | CAN | FRA | AUT | GBR | GER | HUN | BEL | ITA | SIN | RUS | JPN | MEX | USA | BRA | ABU | 1      | 10.º |
| 2019    | Mercedes-AMG F1 M10 EQ Power+ V6 Turbo | P    | 63  | George Russell | 16  | 15  | 16  | 15  | 17  | 15  | 16  | 19  | 18  | 14  | 11  | 16  | 15  | 14  | Ret | Ret | 16  | 16  | 17  | 12  | 17  | 1      | 10.º |
| 2019    | Mercedes-AMG F1 M10 EQ Power+ V6 Turbo | P    | 88  | Robert Kubica  | 17  | 16  | 17  | 16  | 18  | 18  | 18  | 18  | 20  | 15  | 10  | 19  | 17  | 17  | 16  | Ret | 17  | 18  | Ret | 16  | 19  | 1      | 10.º |
| Fuente: |                                        |      |     |                |     |     |     |     |     |     |     |     |     |     |     |     |     |     |     |     |     |     |     |     |     |        |      |